# Élő Árpád
Élő Árpád Imre (Egyházaskesző, 1903. augusztus 25. – Brookfield, Wisconsin, Egyesült Államok, 1992. november 5.) magyar származású amerikai sakkozó, sportvezető, fizikus. (Nemzetközileg ismert, angol ábécés neve Arpad Emrick Elo vagy Arpad Elo). A sakkozói játékerő értékelését lehetővé tevő, róla elnevezett pontrendszer kidolgozója.
Családjával 1913-ban kivándorolt az Egyesült Államokba. 1926-ban a Chicagói Egyetemen fizikus oklevelet szerzett, majd a milwaukee-i Marquette Egyetemen elméleti fizikát adott elő. Később ugyanitt professzori címet szerzett.
1988-ban beválasztották a World Chess Hall of Fame (Sakkhírességek Csarnoka) tagjai közé.

## A sakkéletben
Sakkozni tízéves kora körül tanult meg, 1935 és 1965 között kilenc alkalommal lett Wisconsin állam bajnoka. 1935-től 1937-ig az Egyesült Államok Sakkszövetségének elnöke volt, majd 1939-ben részt vett az Egyesült Államok újabb szövetségének, az USCF-nek (United States Chess Federation) megalapításában. 1956-tól elnöke lett a szövetség minősítő bizottságának.

### Az Élő-pontrendszer
Nevéhez fűződik a sakkozói teljesítményt számszerűen értékelő Élő-pontszámok rendszerének kidolgozása. Rendszerét az 1960-as években az Egyesült Államokban kezdték alkalmazni, majd 1970-ben a Nemzetközi Sakkszövetség (FIDE) is bevezette. Élő Árpádot ekkor egyúttal a FIDE Minősítő Bizottsága elnökének is megválasztották. Ezt a posztot 1982-ig töltötte be.
1978-ban New Yorkban jelent meg a sakkjátékosok értékelésében ma is alapműnek számító The Rating of Chessplayers, Past and Present című műve. Az általa kidolgozott rendszert ma is alkalmazzák.